# Horní Němčice
Horní Němčice település Csehországban, a Jindřichův Hradec-i járásban. Horní Němčice Jilem, Studená, Volfířov és Horní Meziříčko településekkel határos. Lakosainak száma 86 fő (2024. január 1.).

## Népesség
A település lakosságának változását az alábbi diagram mutatja:
| Lakosok száma | 250  | 291  | 274  | 191  | 107  | 94   | 85   | 82   | 74   | 86   |
|               | 1869 | 1890 | 1921 | 1950 | 1980 | 2001 | 2017 | 2019 | 2022 | 2024 |